# Ugo Cuesta
Ugo Cuesta (Pistoia, 1897 – Bergamo, 3 dicembre 1961) è stato un giornalista, scrittore e marittimo italiano, studioso di storia e letteratura navale.
Rimasto orfano a sette anni, da San Terenzo di Lerici (SP), seguì la famiglia a Viareggio e, a tredici anni, decise di interrompere gli studi e imbarcarsi sui velieri.
Inizia la propria carriera da giornalista sul Nuovo Giornale nel 1919, articolista de L'Italia Marinara, quindicinale illustrato della Lega Navale Italiana, successivamente è prima direttore generale, poi presidente dell'Ente Nazionale per le Biblioteche Popolari e Scolastiche nonché condirettore del periodico La parola e il libro.
Autore di numerosi libri e articoli a carattere marinaresco come: A gabbie basse. Note di un marinaio, Alto mare, Capitan Bixio, Garibaldi sul mare, Uomini sul mare, Baciccin. Racconto per ragazzi, ecc. muore a Bergamo, dove dirigeva Il Giornale del Popolo, il 3 dicembre 1961.

## Opere letterarie
- Antonio Calegari, Ugo Cuesta, La mezzaluna sul Mediterraneo. Corsari e sultane, Bellavite, Missaglia, 2004 ISBN 978-88-751-1021-5
- A gabbie basse. Note di un marinaio,
- Alto mare,
- Garibaldi sul mare
- Capitan Bixio
- Uomini sul mare
- Il castel del miserere
- Il libro del dopolavoro
- Il giornalismo. Lo sviluppo, le parti del giornale, il giornalismo italiano a volo d'uccello, la stampa fascista, come si diventa giornalisti
- Baciccin. Racconto per ragazzi
- Jugoslavia d'oggi
- Naviga l'eroe